# Угандийские каури
Уганди́йские кау́ри (англ. Uganda cowries), или угандийские миссионеры, — первые почтовые марки Уганды (1895). Напечатаны на пишущей машинке, обладали клеевым слоем и просечкой.

## Описание
Марки имели разные номиналы, но все они были указаны в каури (раковины-деньги), по курсу 200 каури за одну рупию или 12½ каури = 1 пенни. Рисунок марок незамысловат: начальные буквы словосочетания «Правительство Уганды» (Uganda Government) и цифра номинала. Марки печатались на очень тонкой бумаге. Известны подделки этих марок.

## История
Из-за отсутствия в Уганде печатных станков марки напечатал на пишущей машинке преподобный Эрнест Миллар (Ernest Millar) из Церковного миссионерского общества (Church Missionary Society) в марте 1895 года по просьбе Джорджа Уилсона (George Wilson), служащего «Имперской британской восточно-африканской компании» (Imperial British East Africa Company). После получения Милларом столь необходимой новой ленты для пишушей машинки цвет машинописных букв из чёрного стал фиолетовым. Марки годились для оплаты почтовых сборов на территории Королевства Буганды, на территории соседних королевств и областей они использовались только для оплаты переписки между сотрудниками Церковного миссионерского общества.
Сохранилось очень мало подлинных марок «угандийских каури». Известны марки с гашением пером, с надпечаткой номинала. Робсон Лоу говорил о них: «Все они являются редкостью. Мы не помним случая продажи хотя бы одного экземпляра марки в течение более 25 лет».
Созданный Уилсоном зародыш угандийской почты начал функционировать 20 марта 1895 года. Единственный почтовый ящик был установлен в Кампале в офисе Уилсона. Дважды в день письма доставлялись в Энтеббе и Гаязу (Gayaza) за уплату почтового сбора в размере 10 каури. Для других пунктов назначения были установлены другие тарифы. Почтовые отправления, адресованные помимо Этеббе или Гаязы, забирались с меньшей периодичностью. Отправка адресованных в Европу писем производилась раз в месяц, а к месту назначения они доставлялись месяца через три.
Почте Уганды, возможно, предшествовала почта Королевства Уньоро (Unyoro) или Буньоро (Bunyoro), где применялся ручной штемпель с надписью арабским шрифтом.
Армия начала почтовое обращение в июне 1896 года. В ноябре 1896 года «угандийских миссионеров» сменили марки, отпечатанные типографским способом, после перехода контроля над правительством к Министерству иностранных дел Великобритании. В 1898 году появился выпуск марок, напечатанных компанией De La Rue, с изображением детали портрета королевы Виктории работы фон Анджели (von Angeli) 1885 года.